# Valraven
Pour les articles homonymes, voir Valravn (homonymie).

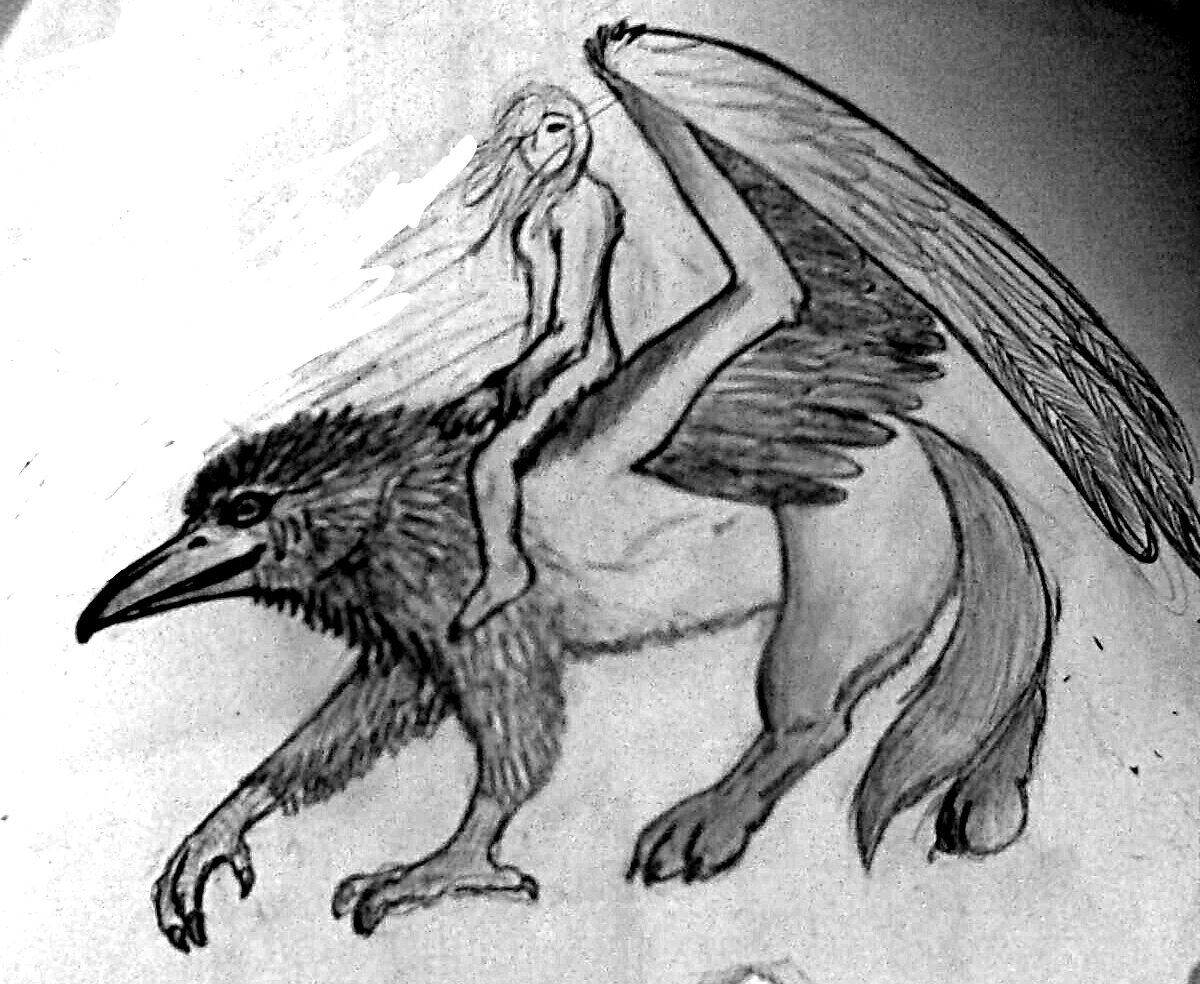
Un Valraven sous forme hybride, dessin au crayon

Un valraven ou valravn est, dans le folklore danois, un corbeau surnaturel décrit comme le corbeau des tués. Il apparait dans les chants traditionnels danois, où il est décrit comme la transformation d'un corbeau qui consomme les corps des morts sur le champ de bataille. Après avoir dévoré le cœur d'un enfant, il prend la forme d'un chevalier ou d'une créature mi-loup mi-corbeau.

## Folklore
Selon le folklore danois de la fin des années 1800, lorsqu'un roi ou un chef de guerre est tué dans une bataille et n'est pas enterré immédiatement, les corbeaux viennent et le dévorent. Cet acte les transforme en valraven. Le valraven qui a mangé le cœur du roi acquiert toute la connaissance de l'homme et peut alors accomplir des actes d'une grande malveillance, comme amener les gens à se perdre et utiliser des pouvoirs surhumains qui font de lui le plus terrible des animaux.
Selon d'autres textes, le valraven est décrit comme une âme tourmentée cherchant la rédemption. Il parcourt le monde en volant de nuit (jamais le jour) et ne peut se libérer de sa condition animale qu'en buvant le sang d'un enfant. Une chanson traditionnelle danoise décrit comment, après avoir refusé des richesses inimaginables, un valraven passe un accord avec une jeune fille vierge en lui promettant de l'amener à son fiancé en échange de son fils premier-né. La jeune femme accepte et le valraven l'emporte, la dépose puis s'enfuit à tire d'ailes. Avec le temps, le jeune couple a un enfant, le valraven reparait alors et demande à la jeune femme si elle se souvient de sa promesse. Il emporte l'enfant, perce sa poitrine avec son bec et se gorge du sang contenu dans le cœur de l'enfant. Aussitôt, il se transforme en chevalier. D'autres légendes décrivent les valraven comme des monstres mi-loup mi-corbeaux.

## Théories
Selon Jacob Grimm, le vilde ravn ou vilde valravn (corbeau sauvage) serait l'équivalent du troll diabolique dans les vieilles chansons danoises. Le nom du Valraven en vieux haut-allemand est walahraban, équivalent du danois valravn.

## Influences
Le valraven a inspiré un recueil de nouvelles du début du XXe et quelques éléments de la culture populaire moderne y font référence, comme le groupe de musique danoise moderne Valravn, qui s'inspire des chants traditionnels. Valravn est aussi un magazine danois de néopaganisme germanique dont 24 numéros furent publiés entre 2002 et 2007. Il est également mentionné dans certains livres danois pour enfants.
Valravn apparaît également en tant que personnage dans le jeu vidéo Hellblade : Senua's Sacrifice  paru en août 2017 sous la direction du studio Ninja Theory . Il est ici exploité comme un dieu nordique à l'apparence de corbeau que l'héroïne doit affronter en combat singulier afin de franchir la porte jusqu'à la déesse Hela . Son apparence dans le jeu se rapproche des récits folkloriques nordiques et offre une vision mythologique intéressante d'un personnage aussi terrifiant qu'énigmatique (comme en témoigne le chant glacial qui lui est attribué). 